# Euonymus
El género de los boneteros,  Euonymus comprende arbustos de hoja caduca y perennes y de árboles pequeños. Se distribuyen por Europa, Asia, Australia, Norteamérica y Madagascar. Comprende 445 especies descritas y de estas, solo 142 aceptadas.

## Descripción
Las hojas están enfrentadas (raramente alternas), son simples y ovoideas de 2-15 cm de longitud, generalmente con los bordes serrados. Las flores son blancas y pequeñas. El fruto es una vaina como una baya que se encuentra abierta enseñando sus semillas que están rodeadas de pulpa carnosa. Las semillas son comidas por los pájaros que las dispersan para su propagación. Todas las partes son venenosas para los seres humanos si las ingieren.

## Taxonomía
El género fue descrito por (Carlos Linneo y publicado en Species Plantarum 1: 197. 1753.
Etimología
Euonymus: nombre genérico que viene de las palabras griegas eu =  "bueno", y onoma =  "nombre".

## Especies seleccionadas
| - Euonymus acanthocarpa - Euonymus alatus - Euonymus americanus - Euonymus aquifolium - Euonymus atropurpureus - Euonymus bungeanus - Euonymus chinensis - Euonymus cornutus - Euonymus echinatus - Euonymus europaeus - Euonymus fimbriatus - Euonymus fortunei - Euonymus frigidus - Euonymus glaber - Euonymus grandiflorus - Euonymus hamiltonianus - Euonymus ilicifolius - Euonymus japonicus - Euonymus kiautschovicus - Euonymus lanceolatus - Euonymus latifolius - Euonymus lucidus | - Euonymus macropterus - Euonymus melananthus - Euonymus monbeigii - Euonymus myrianthus - Euonymus nanoides - Euonymus nanus - Euonymus obovatus - Euonymus occidentalis - Euonymus oresbius - Euonymus oxyphyllus - Euonymus pauciflorus - Euonymus phellomanus - Euonymus planipes - Euonymus sachalinensis - Euonymus sanguineus - Euonymus semenovii - Euonymus tingens - Euonymus velutinus - Euonymus verrucosoides - Euonymus verrucosus - Euonymus wilsonii |